# Лутфест
Лутфест је међународни фестивал професионалних луткарских позоришта за дјецу који се одржава у Источном Сарајеву од 2000. године. 
Оснивач фестивала је "Форум театар".